# Darevskia steineri
Darevskia steineri är en ödleart som beskrevs av  Josef Eiselt 1995. Darevskia steineri ingår i släktet Darevskia och familjen lacertider. Inga underarter finns listade i Catalogue of Life.
Arten är bara känd från ett litet område i östra delen av bergstrakten Elburz i norra Iran. Individer hittades vid kanten av en fuktig skog. De vistades i en klippig region med tät låg växtlighet.
Fyndplatserna ligger inte i naturskyddsområden och beståndet kan påverkas av landskapsförändringar. Kanske förekommer Darevskia steineri i en större region. Populationens storlek är inte känd. IUCN listar arten med kunskapsbrist (DD).